# Robert al III-lea de Dreux
Robert al III-lea (n. 1185–d. 1234) a fost conte de Dreux și Braine.
Robert a fost fiul contelui Robert al II-lea de Dreux cu Iolanda de Coucy.
Alături de fratele său, Petru, duce de Bretania, Robert a luptat cu viitorul rege Ludovic al VIII-lea al Franței în 1212 la Nantes și a fost capturat în timpul acestei acțiuni. Eliberat printr-un schimb de prizonieri după bătălia de la Bouvines pentru William Spadă Lungă, conte de Salisbury, el a luptat în continuare în Cruciada Albigensiană, asediind Avignonul în 1226. El a fost un susținător al Biancăi de Castilia în timpul regenței acesteia ulterioare morții lui Ludovic al VIII-lea din 1226.
În 1210, Robert s-a căsătorit cu Eleonora de St. Valéry (n. 1192–d. 15 noiembrie 1250), cu care a avut următorii copii:
- Iolanda (n. 1212–d. 1248), căsătorită cu ducele Hugo al IV-lea de Burgundia
- Ioan (n. 1215–d. 1249), succesor în comitatul de Dreux.
- Robert (n. 1217–d. 1264), viconte de Châteaudun.
- Petru (n. 1220–d. 1250), cleric.